# Myrmeleon furcatus
Myrmeleon furcatus är en insektsart som beskrevs av Banks 1911. Myrmeleon furcatus ingår i släktet Myrmeleon och familjen myrlejonsländor. Inga underarter finns listade i Catalogue of Life.